# Искристый селасфорус
Искристый селасфорус (лат. Selasphorus scintilla) — вид птиц рода колибри-селасфорусы, семейства колибри. Обитает в Коста-Рике и Панаме. При подъеме в горы этот вид заменяется его родственником, винногорлым селасфорусом (Selasphorus flammula).

## Среда обитания
Он населяет опушки кустарниковых лесов, кофейные плантации, а иногда и сады на высоте от 900–2000 м и до 2500 м, когда не размножается.

## Описание
Его длина составляет всего 6,5–8 см, включая клюв. Самец весит 2 г, а самка - 2,3 г . Это одна из самых маленьких существующих птиц, немного больше, чем колибри-пчёлка. Черный клюв короткий и прямой.
Взрослый самец искристого селасфоруса имеет бронзово-зеленую верхнюю часть тела и рыжий хвост с черными полосами. Горло ярко-красное, отделено от коричневой нижней части белой полосой на шее. Самка похожа, но горло у нее желтовато-коричневое с небольшими зелеными пятнами, а бока более насыщенно-рыжие. Молодые птицы похожи на самок, но имеют рыжую бахрому на верхней части оперения.

## Размножение
Самка искристого селасфоруса полностью отвечает за строительство гнезда и инкубацию. Она откладывает два белых яйца в свое крошечное гнездо из растительной нити на высоте 1–4 м в кустарнике. Насиживание занимает 15–19 дней, а оперение еще 20–26 дней.

## Питание
Пищей Selasphorus scintilla является нектар, полученный из различных мелких цветов, включая шалфей и виды, обычно опыляемые насекомыми. Как и другие колибри, он также потребляет мелких насекомых в качестве основного источника белка. В период размножения самцы мерцающих колибри заметно садятся на открытые участки с шалфеем и агрессивно защищают свои кормовые территории. Их звучание похоже на жидкий цип.

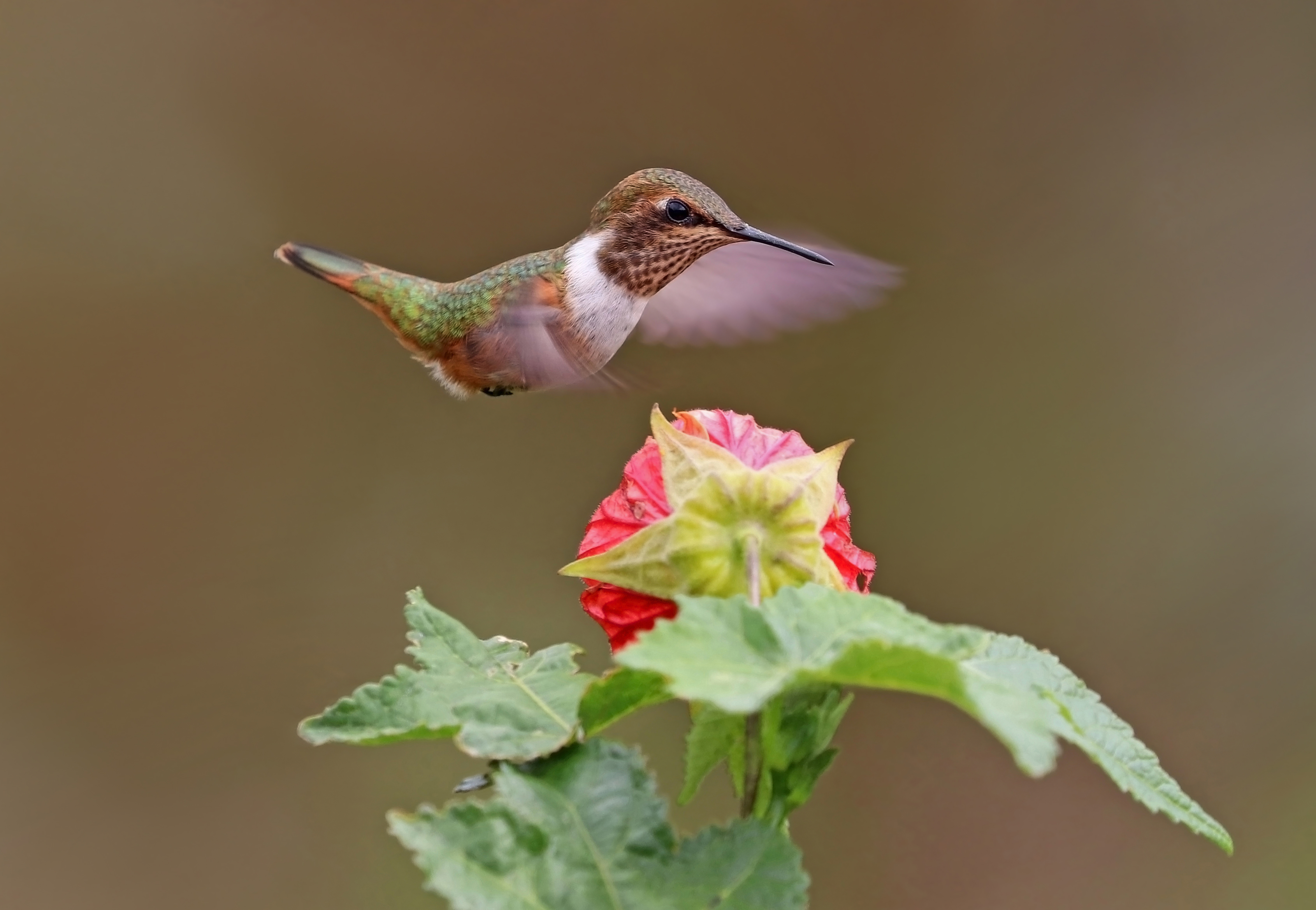
Самка в Панаме
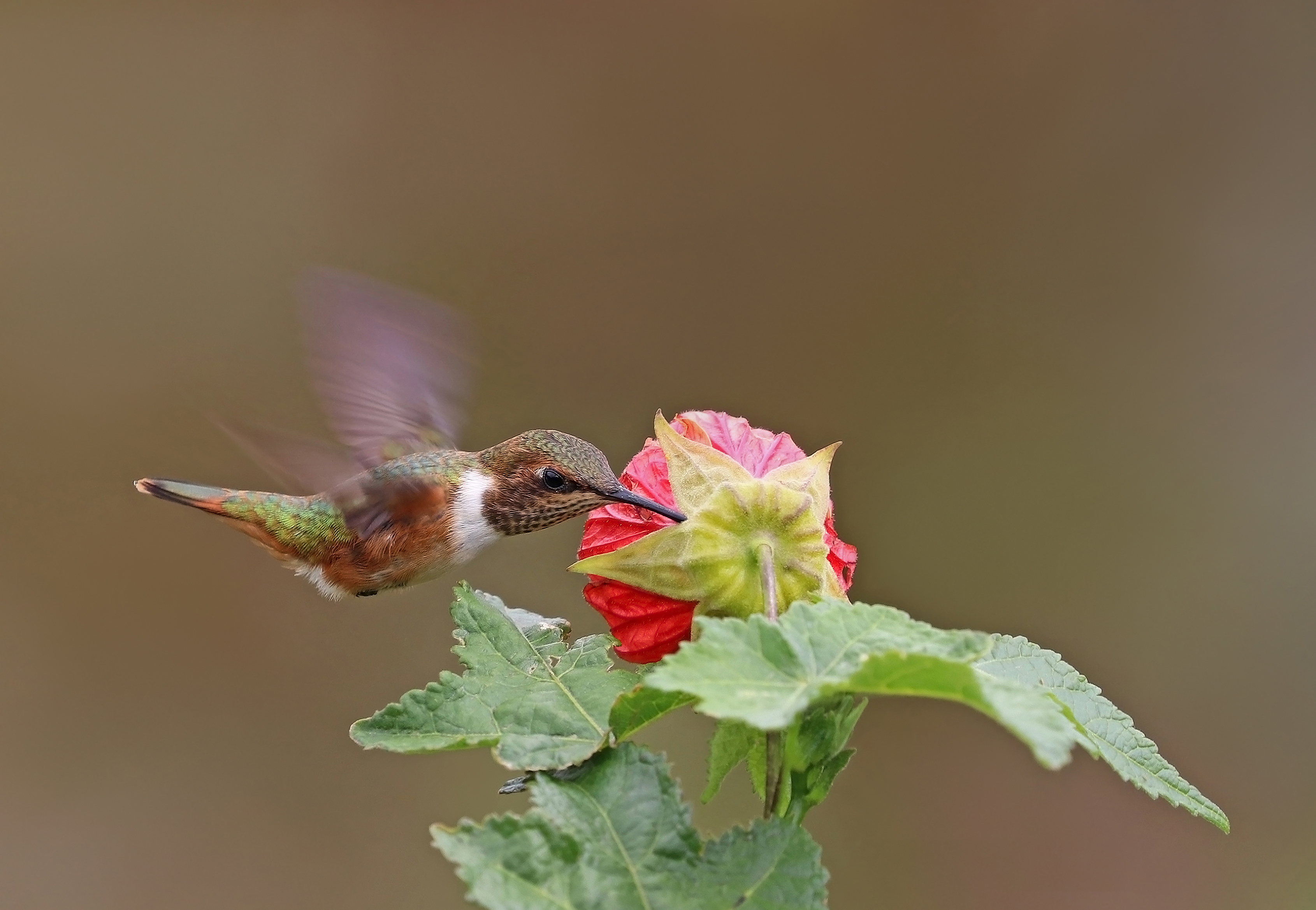
Добывает нектар из канатника.